# Kongo (volk)

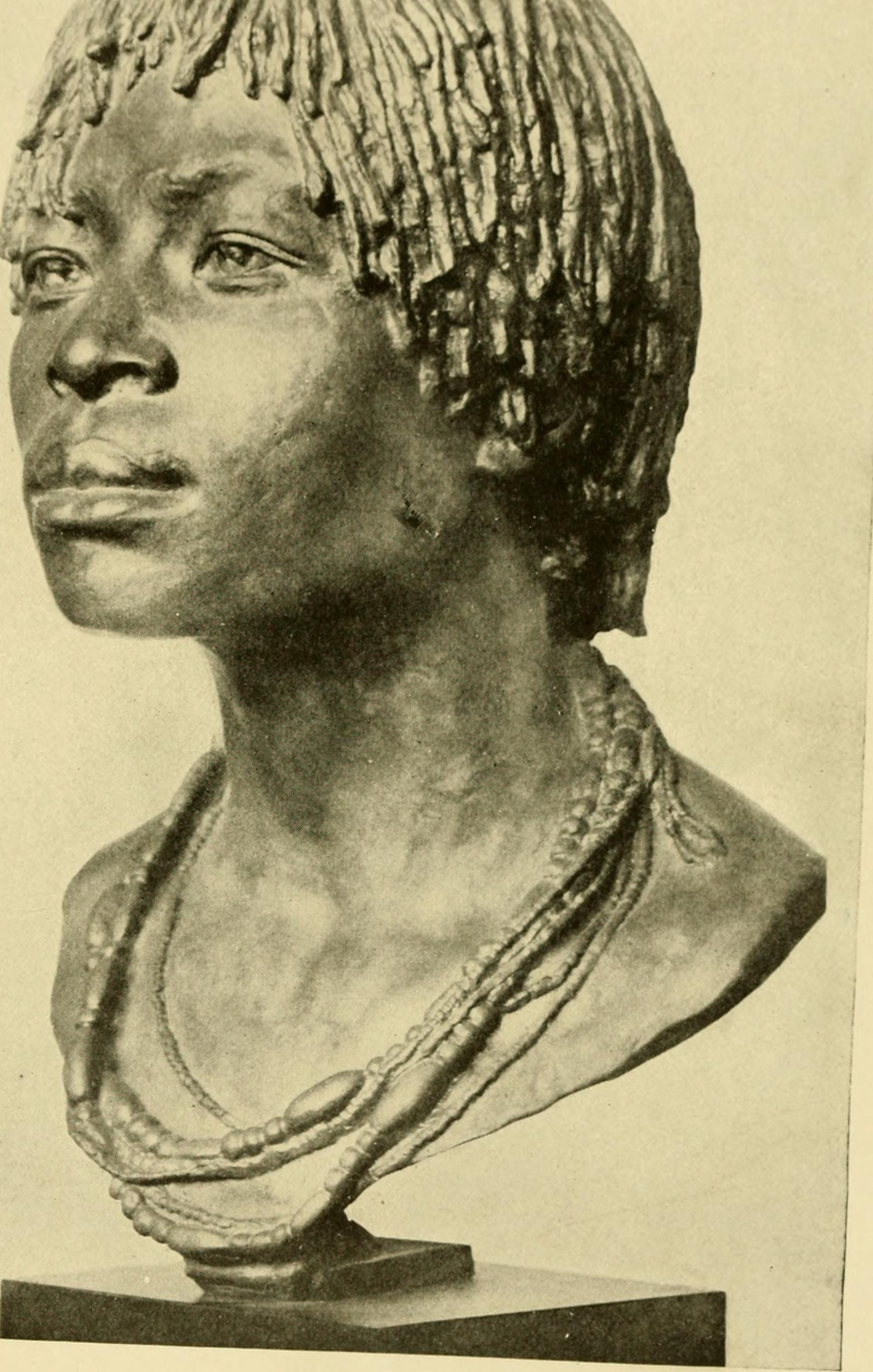
Een Bakongo-vrouwengips uit 1910 door Herbert Ward

Het Kongovolk (Kongo: Bisi Kongo, EsiKongo, enkelvoud: Musi Kongo; ook Bakongo, enkelvoud: Mukongo of M'kongo) is een Bantoevolk dat voornamelijk wordt gekenmerkt door het gebruik van de Kikongo-taal. Tot deze etnische groep behoren verschillende subgroepen, waaronder de Beembe, Bwende, Vili, Sundi, Yombe, Dondo en Lari.
Historisch gezien leefde het Kongovolk langs de Atlantische kust van Centraal-Afrika, in een gebied dat in de 15e eeuw bekendstond als het Koninkrijk Kongo. Dit rijk was goed georganiseerd en gecentraliseerd, maar na verloop van tijd werd het verdeeld over drie landen. Vandaag de dag wonen de meeste Kongo in het zuiden van Pointe-Noire (Republiek Congo), het zuidwesten van Pool Malebo en het westen van de Kwangorivier (Democratische Republiek Congo), het noorden van Luanda (Angola) en het zuidwesten van Gabon. Het Kongovolk is de grootste etnische groep in de Republiek Congo en een van de belangrijkste in de andere landen waar het voorkomt. In 1975 werd de totale bevolking van het Kongovolk geschat op ruim 4 miljoen mensen.
In 1483 verwelkomde het Kongovolk als een van de eerste inheemse Afrikaanse volkeren de Portugese handelaren. Vanaf het einde van de 15e eeuw begon een deel van de bevolking zich tot het Katholicisme te bekeren. In de vroege 16e eeuw verzette het koninkrijk zich tegen de opkomende slavenhandel en stuurde protestbrieven naar de koning van Portugal. Desondanks raakte het Kongovolk in de 16e eeuw steeds meer betrokken bij de trans-Atlantische slavenhandel, door de groeiende Portugese vraag naar slaven. Tijdens de 17e en 18e eeuw werd het een belangrijk knooppunt voor de grootschalige gevangenneming en verkoop van Afrikaanse slaven aan Europese koloniale machten.
Door slavenraids, koloniale oorlogen en de wedloop om Afrika in de 19e eeuw werd het Kongovolk verdeeld over Portugese, Belgische en Franse gebieden. In de 20e eeuw speelde het een leidende rol in de onafhankelijkheidsbewegingen van Centraal-Afrika en droeg het bij aan de bevrijding en zelfbestuur van de landen waarin het volk nu leeft.

## Stamgebied van de Kongo

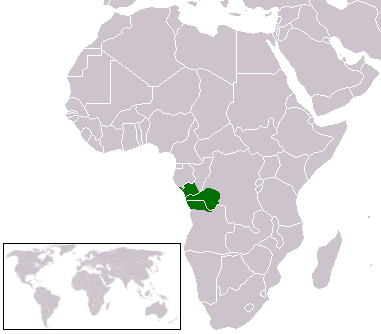
Stamgebied van de Bakongo

De Kongo wonen verspreid over de Republiek Congo, Democratische Republiek Congo en Angola. De verdeling van de Kongo over de diverse staten is ongeveer als volgt:
- 1.600.000 in Congo-Brazzaville
- 7.400.000 in Congo-Kinshasa
- 2.000.000 in Angola

Daarnaast wonen er als gevolg van de trans-Atlantische slavenhandel veel afstammelingen van de Kongo in landen als Cuba, Brazilië en Jamaica, waardoor het aldaar gesproken lingua franca veel elementen bevat uit het Kongo.

## Geschiedenis
De Kongo zijn waarschijnlijk voor 500 v.Chr. gearriveerd in het mondingsgebied van de Kongo, als onderdeel van de migratiegolf van de Bantoes in deze periode. In de 14e eeuw stichtten de Bakongo enkele koninkrijken, waarvan het Koninkrijk Kongo verreweg het machtigst was. Andere koninkrijken waren Ngoyo, Vungo, Kakongo en later ook Loango. In 1483 arriveerden de eerste Portugese ontdekkingsreizigers aan de Kongolese kust, waarna de Kongolese leiders zich lieten bekeren tot het christendom. Na de Conferentie van Berlijn in 1884 werd het gebied van de Kongo binnen een decennium opgedeeld en geannexeerd door Portugal (Angola), Frankrijk (Congo-Brazzaville) en de Onafhankelijke Congostaat van de Belgische koning Leopold II.